# Atractodes popofensis
Atractodes popofensis là một loài tò vò trong họ Ichneumonidae.